# L-Antenne
Eine L-Antenne ist eine für Längst-, Lang-, Mittel- und Kurzwellen verwendete Sende- oder Empfangsantenne.
Sie besteht aus einem Draht, der an Isolatoren zwischen zwei Masten oder Türmen aufgehängt ist, die ggf. auch gegen Erde isoliert sein können. Ein Draht führt in der Nähe eines der beiden Mast-/Turm-Tragwerke – und nicht wie bei T-Antennen in der Mitte zwischen den Tragwerken – hinunter zum Sender oder Empfänger; häufig ist an dieser Stelle ein Anpassungstransformator erforderlich. Die beschriebene L-Form der beiden Drähte führt zum Namen dieses Antennentyps.
L-Antennen wurden früher – wie T-Antennen – häufig als Sende- und Empfangsantennen für LW- und MW-Rundfunk verwendet. Inzwischen wurden sie überwiegend ersetzt:
- für Sendezwecke durch Reusenantennen und selbststrahlende Sendemasten
- für Empfangszwecke durch Rahmen- und Ferritantennen.

Die L-Antennen sind technisch mit der Langdrahtantenne verwandt.